# Pouancé
Pouancé är en kommun i departementet Maine-et-Loire i regionen Pays de la Loire i nordvästra Frankrike. Kommunen ligger i kantonen Pouancé som tillhör arrondissementet Segré. År 2018 hade Pouancé 3 286 invånare.

## Befolkningsutveckling
Antalet invånare i kommunen Pouancé
| Referens: INSEE |